# Bruce Baillie
Bruce Baillie (Aberdeen, Dakota del Sur, 24 de septiembre de 1931-Camano Island, Washington, 10 de abril de 2020) fue un cineasta experimental estadounidense.

## Biografía
Después de participar en la Guerra de Corea, se formó en la Universidad de Minnesota donde recibió su título de Bachiller en Artes en 1955. De 1956 a 1958, estudió en la Universidad de California en Berkeley y, en 1959, en la Escuela de Cine de Londres.
Se mudó a San Francisco en 1960 y trabajó para la cadena de televisión CBS. Baillie fundó el Canyon Cinema en la misma ciudad en 1961 y también ese año, junto con su amiga y compañera artista cinematográfica, Chick Strand, fundó el cineclub San Francisco Cinematheque. En 1969, comenzó a enseñar cine en varias universidades estadounidenses: en la Universidad Rice de Houston en (1969-1970), en el Bard College de Nueva York de (1974-1977) y en el Evergreen State College de Olympia, Washington (1981-1982).
Su obra cinematográfica incluye Quick Billy, To Parsifal, Mass for the Dakota Sioux, Castro Street, Valentín de las Sierras, Roslyn Romance y Tung. En 1991, recibió el premio Maya Deren Independent Film and Video Artists Award del American Film Institute (AFI).
Su película Castro Street (1966) fue seleccionada en 1992 por el National Film Registry de los Estados Unidos. En 2012, la Universidad de Stanford adquirió los archivos de Baillie y los de Canyon Cinema. El Archivo de la Academia de Cine ha preservado varias de las películas de Bruce Baillie, incluyendo Castro Street, Still Life, Cherry Yogurt, Little Girl, Roslyn Romance (Is It Really True?) y Quick Billy Rolls.

## Filmografía
| - On Sundays (1960–1961) - David Lynn's Sculpture (1961, inconclusa) - Mr. Hayashi (1961) - The Gymnasts (1961) - Friend Fleeing (1962) - Everyman (1962) - News #3 (1962) - Have You Thought of Talking to the Director? (1962) - Here I Am (1962) - A Hurrah for Soldiers (1962–1963) - To Parsifal (1963) - Mass for the Dakota Sioux (1964) - The Brookfield Recreation Center (1964) | - Quixote (1964–1965, revised 1967) - Yellow Horse (1965) - Tung (1966) - Castro Street (1966) filmada en Castro Street, Richmond, California - All My Life (1966) - Still Life (1966) - Termination (1966) - Port Chicago Vigil (1966) - Show Leader (1966) - Valentin De Las Sierras (1971) - Quick Billy (1971) - Roslyn Romance (Is It Really True?): Intro. 1 & II (1978) - The Holy Scrolls (completada en 1998) |